# روهنیتسه
روهنیتسه (به چکی: Rohenice) یک منطقهٔ مسکونی در جمهوری چک است که در ناحیه ریخنوف ناد کنیژنوو واقع شده‌است.